# Szabó Gyula (festő)

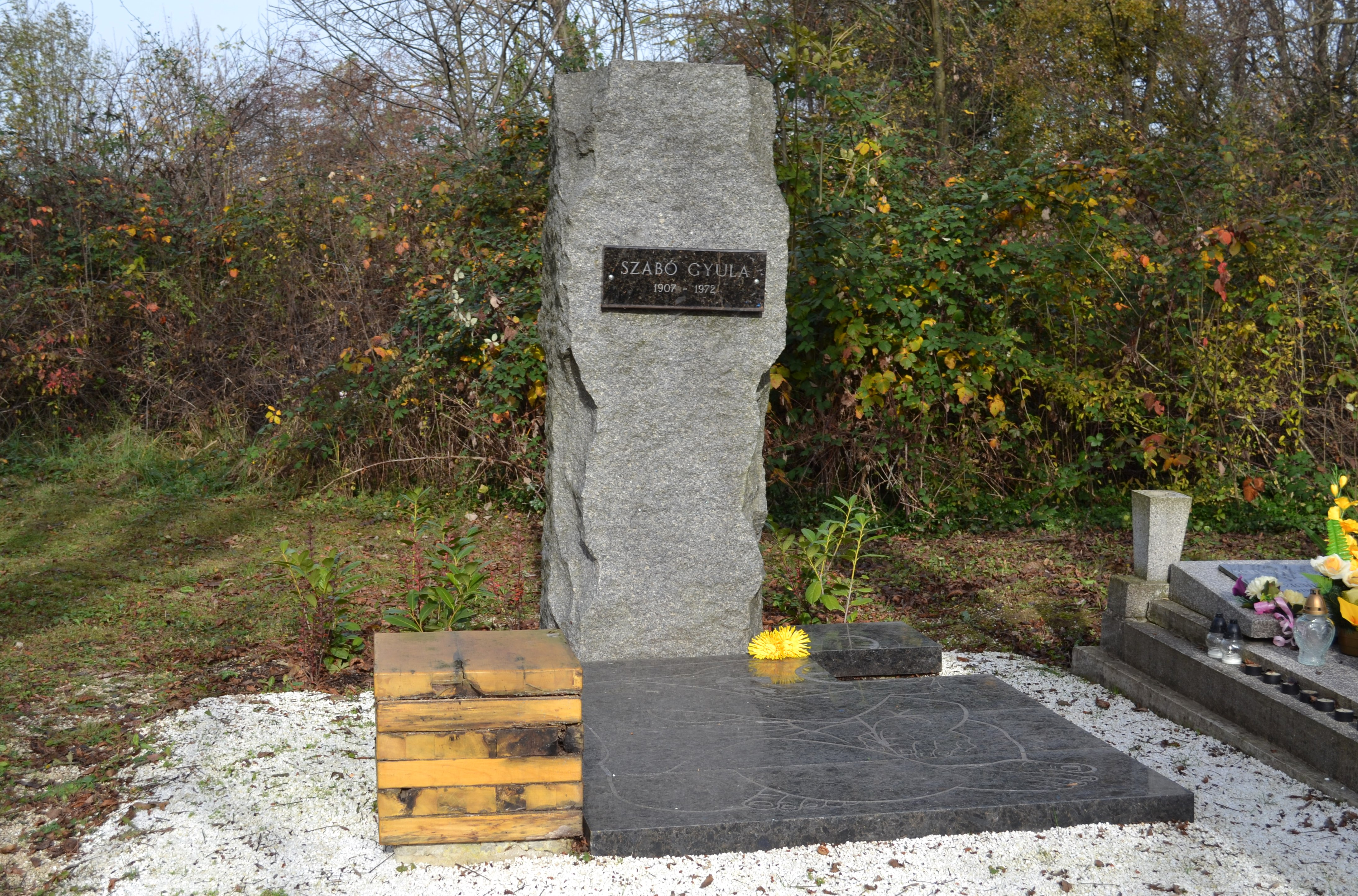
Szabó Gyula emlék-sírja Losoncon

Szabó Gyula (Budapest, 1907. június 8. – Prága, 1972. május 25.) festő, grafikus, költő, 1945 után a szlovákiai magyar kultúra egyik legkiemelkedőbb egyénisége.

## Életútja
Losoncon élt, s az első világháborút követően családja nem rendelkezett állampolgársággal. Festőinas volt apja műhelyében, majd grafikai kurzusokra járt és Gyurkovits Ferenc, valamint Gerő Gusztáv tanították festeni. 1937-ben a pozsonyi Masaryk Akadémia ösztöndíjával Párizsba ment ahol az Academie Julienre járt. 1939-ben megkapta a Szinyei Merse Pál Társaság Kitüntető elismerését. A második világháború idején több kiállítást is rendezett Budapesten. Ebben az időszakban idegbénulást kapott, majd felgyógyulása után a festés helyett a grafikai munkákra tért át. Első nagy koncepciójú fametszetsorozata volt az Ecce Homo (1945-1946), ezt követte 1954-ben a Föld népe-sorozat, az Emberek a hegyen (1956-1957); Asszonyok (1956); Forradalom-élet, Forradalom-szerelem (1962); és az Ecce Vita (1963). 1959-ben hatlapos sorozatokkal jelentkezett, ilyen volt az Emberek vigyázzatok és a Békét akarunk. Későbbi meditatív grafikái a Kozmosz és forma (1969, 14 lap) és a Csontfigurák (1970, 21 lap). 1955 és 1968 között a Földközi-tenger partvidékén, valamint Közép- és Kisázsiában, Kínában, Irakban szerzett élményeit hazatérése után festette meg. 1971-ben gyakorlatilag komplett életmű-kiállítást rendezett a Magyar Nemzeti Galériában. Mestere volt Bacskai Bélának és Dúdor Istvánnak. A képzőművészet mellett foglalkozott versek és tanulmányok írásával is.

## Díjak, elismerések
- 1963: évi állami jubileumi díj
- Cyprián Majerník-díj
- 1967: érdemes művész.

## Egyéni kiállítások
- 1949 • UBS KT, Pozsony
- 1955 • Tvar Galéria, Turócszentmárton
- 1957 • Pozsony (gyűjt., kat.)
- 1964 • Dům pánu z Kunštátu, Brünn
- 1966 • Pravda G., Pozsony
- 1971 • Magyar Nemzeti Galéria, Budapest (gyűjt., kat.)
- 1972 • OG Besztercebánya • Eperjes • Kassa (kat.) • Nyírbátor • Szolnok • Csehszlovák Kulturális Intézet Kiállítóterem [O. Dubayval, E. Zmetákkal], Szófia
- 1974 • ~, NG Nyitra • DMM Komárom (CSZ)
- 1978 • CSM, Dunaszerdahely
- 1985 • Nógrádi Sándor Múzeum, Salgótarján
- 1986 • GMB Pozsony (kat.)
- 1992 • Csehszlovák Kulturális Intézet, Budapest
- 1995 • Lilla Galéria, Hetény
- 1998 • Szlovák Kulturális Intézet, Budapest

## Életművét bemutató sorozat
- 1982 • Küzdelem. Az 1930-1945. évek festészete, NG Losonc (kat.) • DMM Komárom (CSZ)
- 1983 • A föld népe. Az 1945-1960 évek grafikája, NG Losonc (kat.)
- 1985 • Aratás. Az 1945-1960 évek festészete, NG Losonc (kat.)
- 1987 • Forradalom-Élet. Az 1960-1970 évek grafikája, NG Losonc (kat.)
- 1988 • Akvarell, NG Losonc (kat.)
- 1991 • Betű és forma. Könyvillusztrációk, NG Losonc (kat.)
- 1997 • Párbeszéd a Holddal. Az utolsó évek alkotásaiból 1961-1972, NG Losonc (kat.) • VJG, Kassa • MKKI Kiállítóterem, Prága.

## Művek közgyűjteményekben
- Albertina, Bécs
- Ermitázs, Szentpétervár
- Fővárosi Képtár, Budapest
- Királyi Akadémia, Stockholm
- GMB Pozsony
- Magyar Nemzeti Galéria, Budapest
- NG Losonc
- NG Nyitra
- NG Prága
- OG Besztercebánya
- PMBG Liptószentmiklós
- SNG Pozsony
- VJG Kassa.

## Illusztrációi
- Pablo Neruda: Kieš prebudí sa drevorubec, Pozsony, 1951
- Móricz Zs.: Buď dobrý až do smrti (Légy jó mindhalálig), Pozsony, 1954
- Oscar Wilde: Salome, Pozsony, 1957
- Ján Smrek: Obraz sveta (A világ képe), Pozsony, 1958
- Baudelaire: Kytica z kvetov zla (Romlás virágai), 1958
- Rainer Maria Rilke: Piesne o láske a smrti (Ének a szerelemről és a halálról), Pozsony, 1968
- Duba Gy.: Tűzvirág, Pozsony, 1997.